# Alezio
Alezio est une commune de la province de Lecce dans les Pouilles en Italie. Créée en 1873, elle était auparavant dénommée Villa Picciotti et constituait une frazione de la commune de Gallipoli. À l'époque romaine, son nom était Aletium. Elle est mentionnée sous le nom de Baletium dans la Table de Peutinger (IVe siècle). C'était une étape sur la Via Traiana, qui reliait l'ancienne Apulie à Rome.

## Géographie
Le territoire de la commune est d'une superficie de 16 km2. Elle comptait 5 675 habitants en 2019. Alezio se situe à une altitude de 75 m.

### Transport
Alezio possède une gare du réseau ferroviaire Ferrovie del Sud Est située sur la ligne Lecce-Zollino-Gallipoli.

## Administration
| Période      | Période  | Identité           | Étiquette                     | Qualité |
| ------------ | -------- | ------------------ | ----------------------------- | ------- |
| 10 juin 2018 | En cours | Andrea Vito Barone | liste civique : Grande Alezio |         |

### Communes limitrophes
Gallipoli, Matino, Parabita, Sannicola, Tuglie, Taviano

## Culture locale et patrimoine

### Architecture religieuse

#### Église de Santa Maria della Lizza
L'édifice fut construit entre la seconde moitié du XIIe et la première moitié du XIIIe siècle, sous la domination normande et souabe. Après le siège de Gallipoli (1268-1269) par Charles Ier d'Anjou, l'église fut élevée au rang de siège épiscopal et dédiée à Santa Maria de Cruciata. Elle a été élevée au rang de sanctuaire en 1950 par l'évêque Nicola Margiotta.

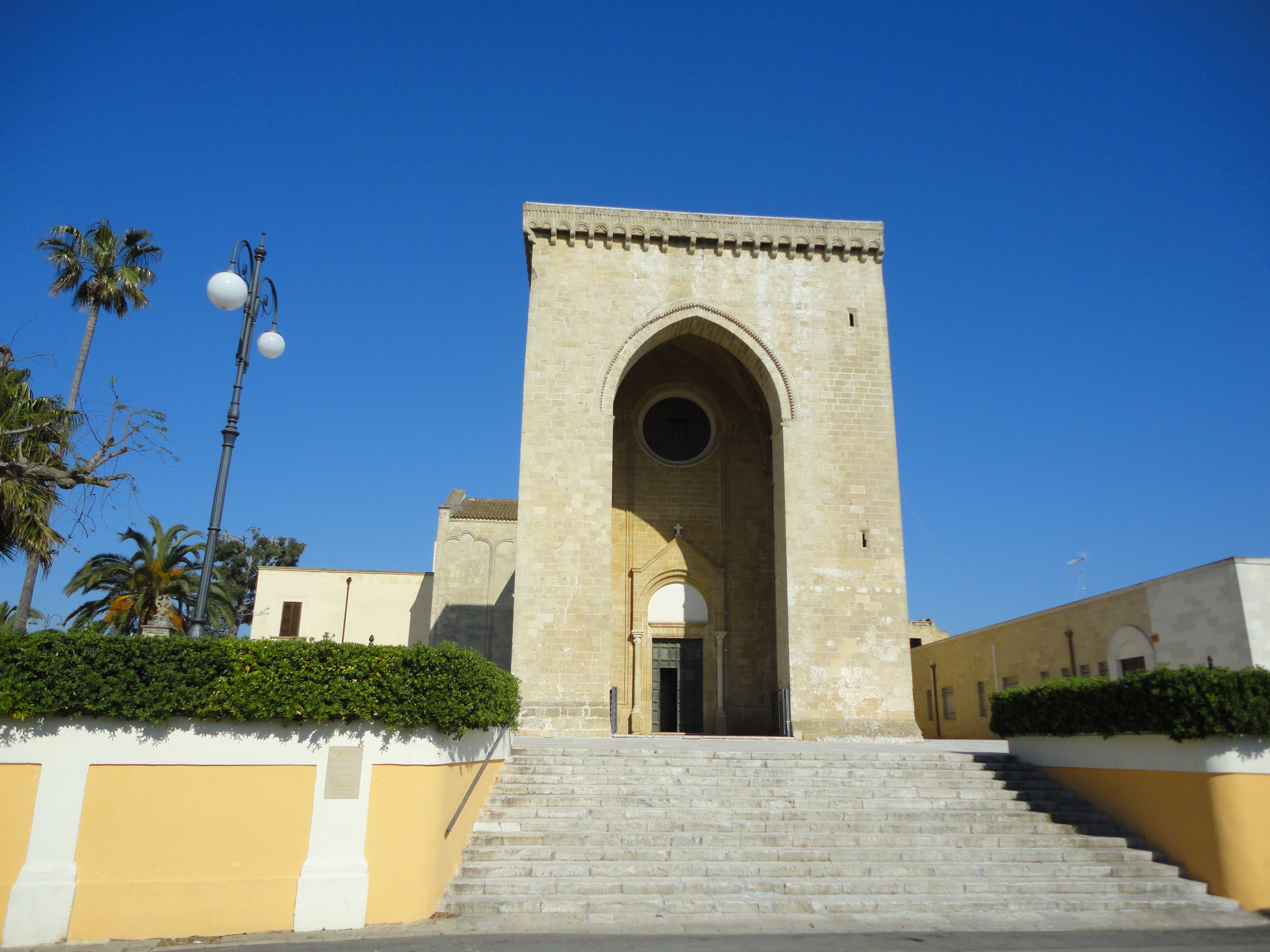
Église Santa Maria della Lizza.
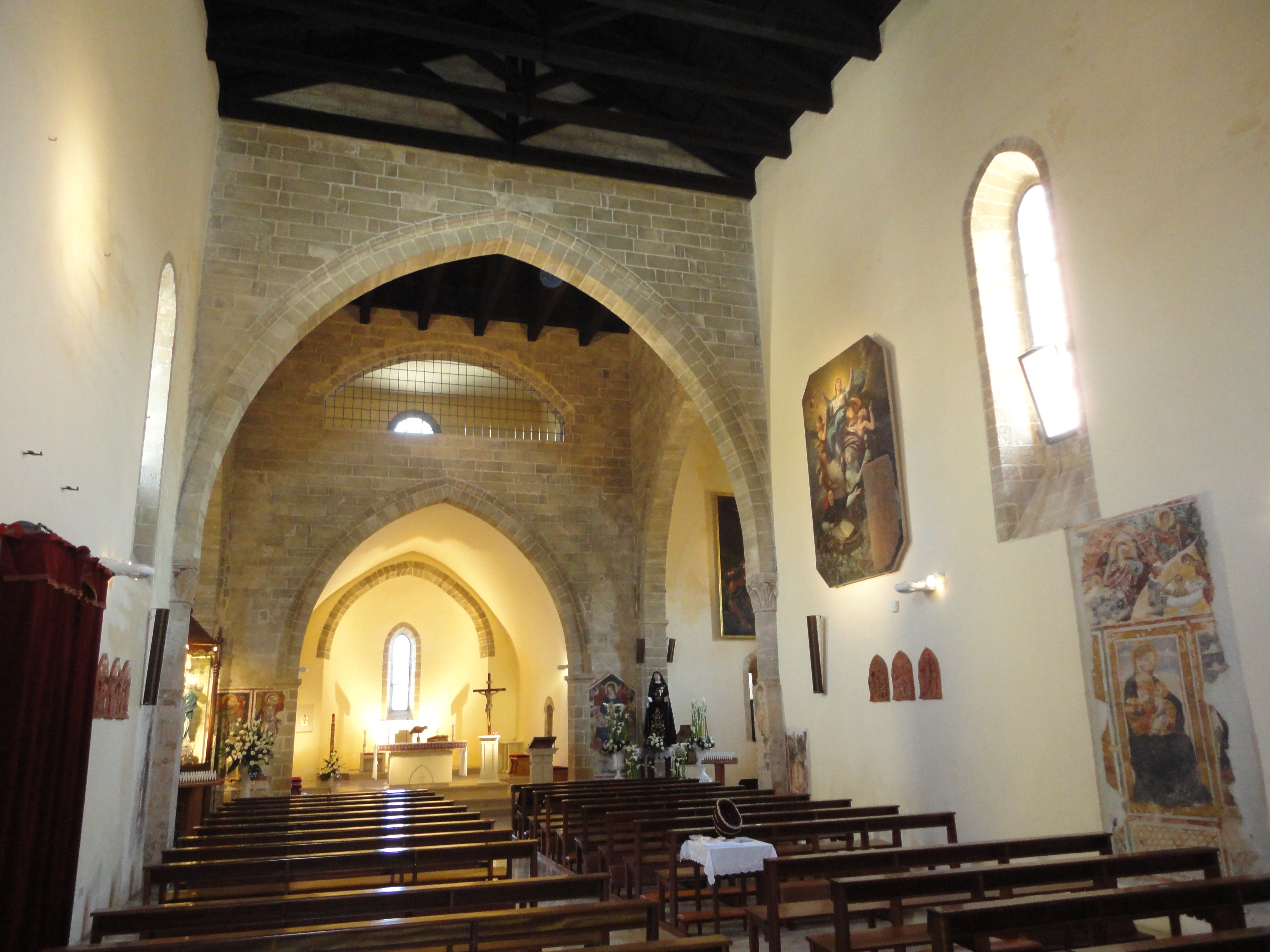
Intérieur de l'église de Santa Maria della Lizza.
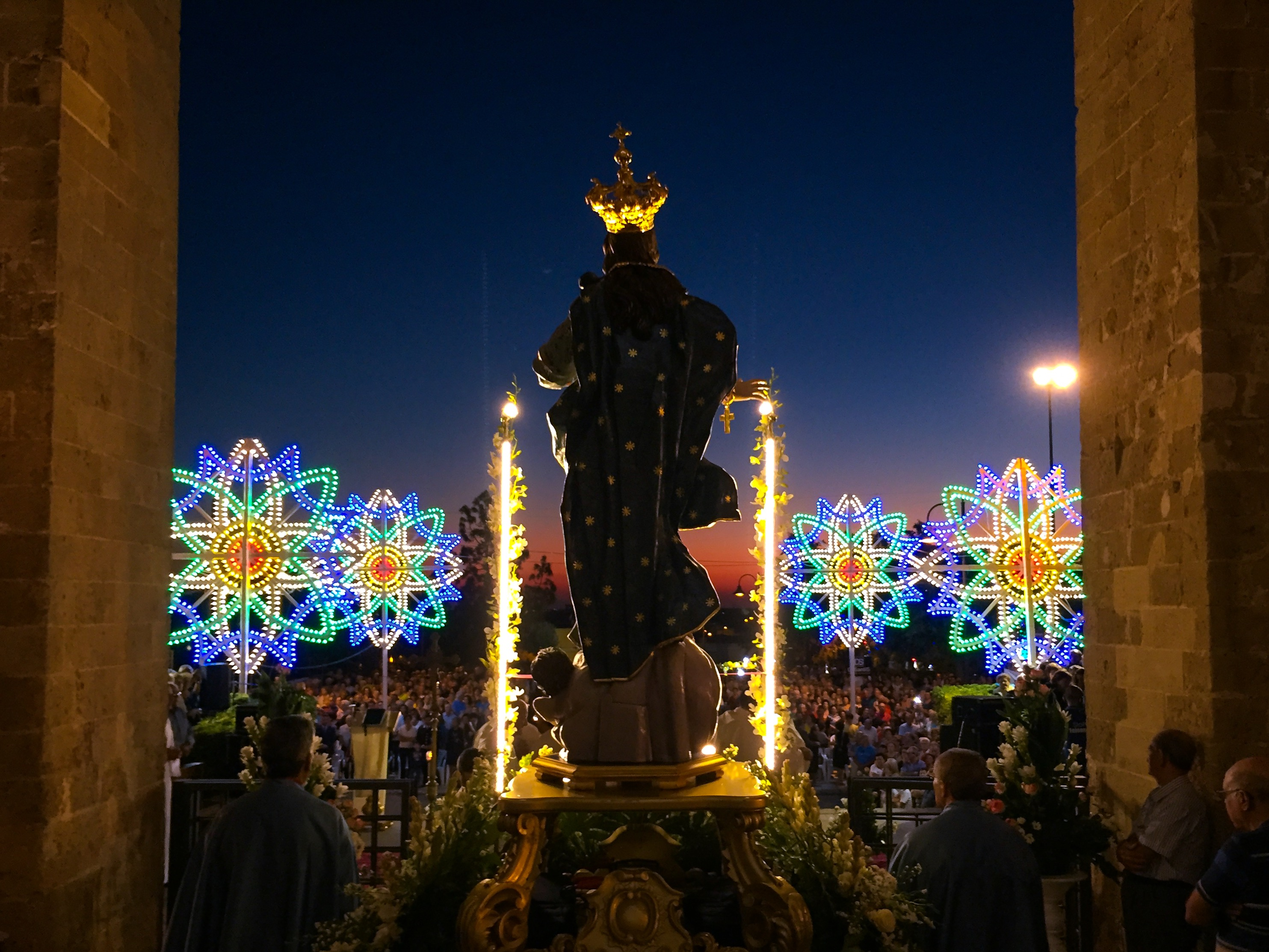
Procession de Notre-Dame de Lizza.

#### Église de la Madonna Addolorata
Le début de la construction de l'église, consacrée à la Mater Dolorosa, remonte à 1838. Elle a été conçue par l'architecte Lorenzo Turco. L'édifice a été achevé en 1875 et repose sur les fondations d'un ancien bâtiment datant du XIIe siècle. L'horloge adjacente a été construite entre 1838 et 1840.
L'église est bâtie sur un plan en croix grecque. Dans le narthex, situé au-dessus de l'entrée, se trouve un orgue à tuyaux. Dans la nef, à l'intérieur de petites chapelles, se trouvent les autels de Sainte Lucie, de la Crucifixion de Jésus, de Saint Jean-Baptiste et de l'Immaculée Conception.

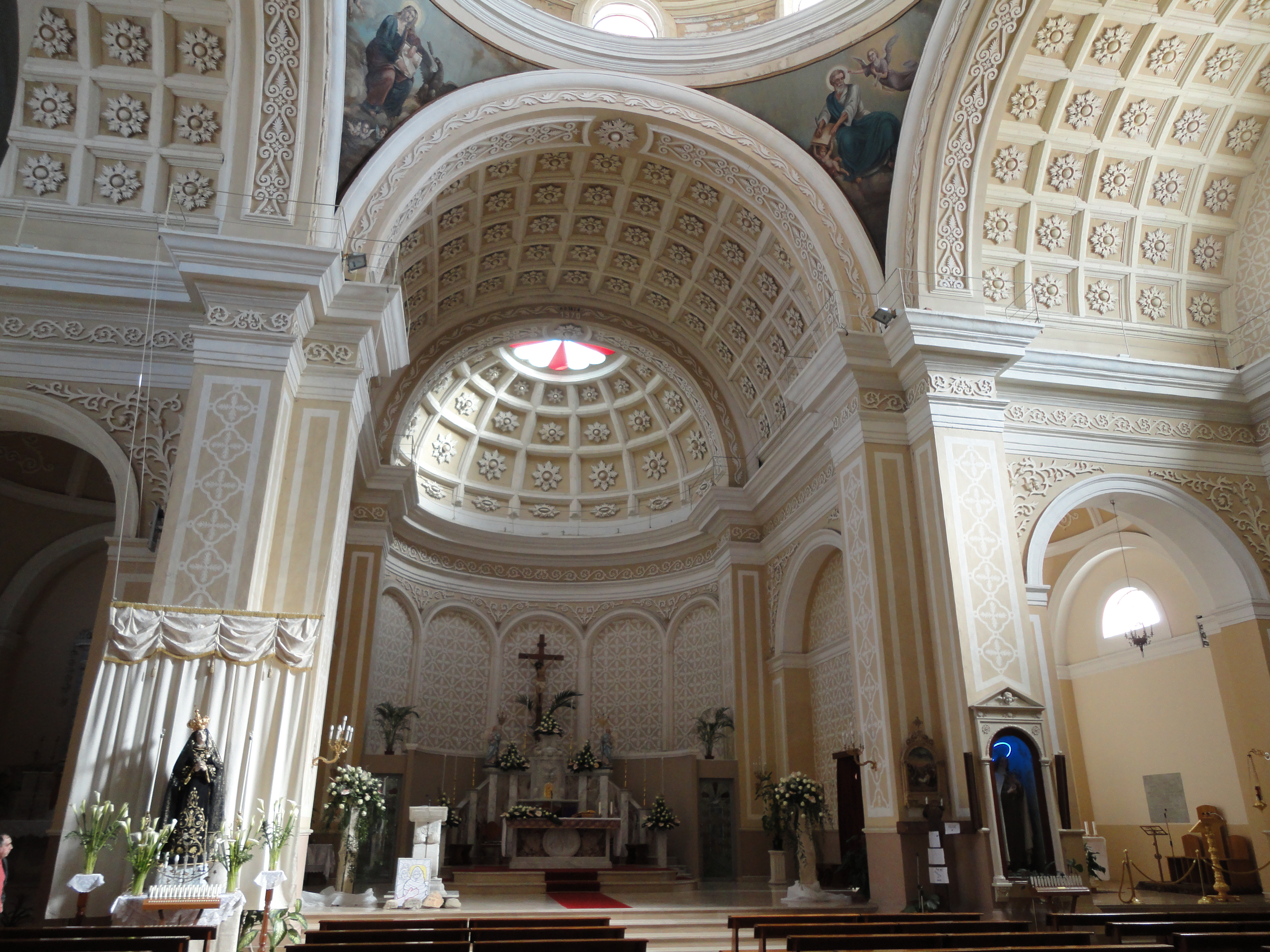
Intérieur de l'église de la Madonna Addolorata.
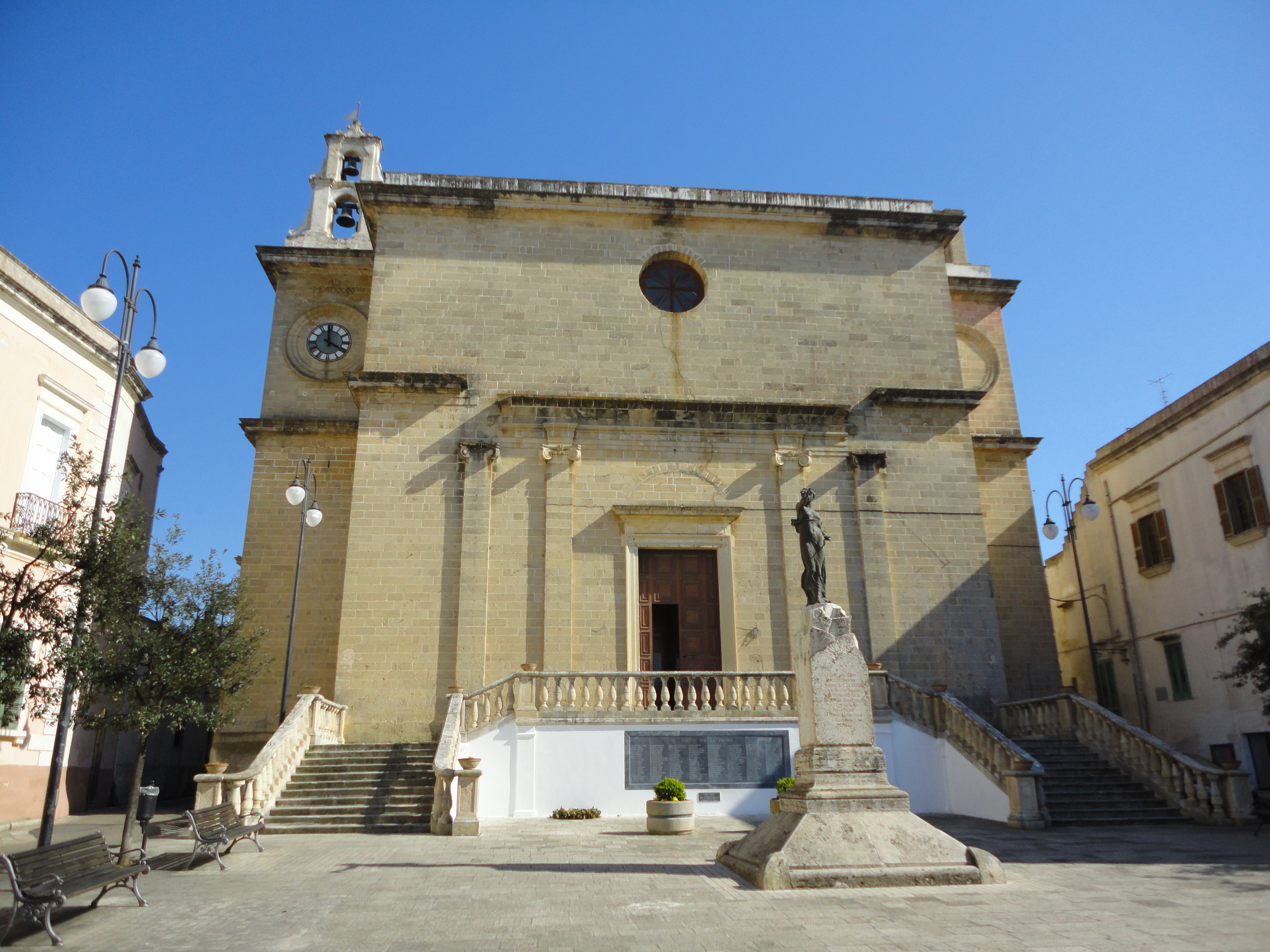
Extérieur de l'église de la Madonna Addolorata.

### Architecture civile

#### Palazzo Tafuri
Le Palazzo Tafuri est une demeure seigneuriale du XVIIIe siècle. À l'extérieur, elle comprend un long balcon. On peut y voir le blason de la famille Tafuri, représentant un chêne avec deux éclairs, qui se détache sur la porte d'entrée. À l'intérieur, les chambres ont des toits en voute, dont l'un est une croix de Malte. Le palais abrite le musée civique sur le peuple messape ainsi que la bibliothèque municipale.

### Sites archéologiques

#### Nécropole messape
Le parc archéologique d'Alezio abrite une nécropole de 18 tombes messapes. Une partie d'entre elles ont été découvertes lors de travaux d'urbanisme, tandis que d'autres proviennent des fouilles de la nécropole messape de Monte d'Elia.

### Manifestations culturelles et festivités

#### Fêtes patronales

##### Assomption
Le 15 août lors de l'Assomption, la commune célèbre la Vierge de l'Assomption ou la Madonna dell’Assunta.
Autrefois et jusqu'à récemment, selon la coutume les femmes venues rendre hommage à la Vierge devait se rendre à genoux de l'entrée de l'église à la statue de la Vierge,.

##### Lizziceddh
Il s'agit d'une célébration locale ayant lieu le 27 août. Elle rend hommage à la patronne de la commune et commémore un miracle qu'elle aurait réalisé le 27 août 1886, selon la tradition locale.

##### Saint Roch
Le troisième dimanche d'octobre et le jour suivant, les habitants d'Alezio célèbrent la Saint Roch.
Durant ces deux jours, une statue du saint est portée sur les épaules lors d'une procession dans la commune. D'autres évènements sont organisés lors de cette fête, comme des spectacles pyrotechniques, des concerts et une foire.

### Articles liés
- Diocèse de Nardò-Gallipoli
- Oronce de Lecce